# Daniela Potapova
Daniela Potapova (* 17. Januar 1996 in Berlin) ist eine ehemalige deutsche rhythmische Sportgymnastin.

## Laufbahn
Potapova startete im Einzel für den TSV Spandau. 2010 nahm sie erstmals an den Deutschen Jugendmeisterschaften teil und wurde im Mehrkampf der 14-jährigen 15. im Mehrkampf. Im Jahr darauf konnte sie sich im Mehrkampf auf Rang sieben verbessern und im Finale mit dem Ball die Bronzemedaille erreichen. 2012 startete Potapova erstmals bei den Senioren und belegte bei den Deutschen Meisterschaften Platz elf.
Im Oktober 2012 wechselte Daniela Potapova an den Bundesstützpunkt in Fellbach und wurde somit Mitglied der Nationalmannschaft-Gruppe. Bei den Weltmeisterschaften 2013 in Kiew erreichte sie mit der neu formierten deutschen Gruppe, der auch Judith Hauser, Anastasia Kempf, Anastasija Khmelnytska, Sara Radman und Rana Tokmak angehörten, Rang neun im Mehrkampf und Rang sieben im Keulenfinale.
Bei den Europameisterschaften 2014 in Baku wurde die Gruppe mit Hauser, Khmelnytska, Nicole Müller, Potapova und Tokmak Elfte im Mehrkampf und Achte im Finale mit zehn Keulen. Im selben Jahr startete Daniela mit Julia Stavickaja, Darja Sajfutdinova, Judith Hauser, Rana Tokmak und Anastasija Khmelnytska bei der Weltmeisterschaft in Izmir. Sie wurden ebenfalls neunter im Mehrkampf und im Finale mit den Keulen siebter. Im Jahr 2015 nahm die deutsche Nationalmannschaft bei den European Games teil. Sie belegten Rang 8 im Mehrkampf und einen vierten Platz mit fünf Bändern. 2015 verpasste die Gruppe bei den Weltmeisterschaften die direkte Olympiaqualifikation. Diese konnte die Gruppe dann beim Testevent in Rio de Janeiro Anfang 2016 sichern. Bei den Olympischen Spielen 2016 kam Potapova mit der Gruppe auf den 10. Platz. Nach den Olympischen Spielen beendete sie ihre sportliche Karriere.